# Tornai József
Tornai József (Dunaharaszti, 1927. október 9.– Budapest, 2020. január 31.) a Nemzet Művésze címmel kitüntetett, Kossuth- és József Attila-díjas, Balassi Bálint-emlékkarddal kitüntetett magyar költő, író, műfordító.

## Életpályája
Tornai Gyula és Jákli Rozália fiaként született. 1947–48-ban a Budapesti Sertésközvágóhídon volt segédmunkás. 1948–1949 között a Csepel Vas- és Fémművek betanított munkásaként, 1949–61-között a Csepel Autógyár diszpécsereként dolgozott, ezt követően 1976-ig szabadfoglalkozású író, majd 1976–87 között a Kortárs munkatársa volt. 1989–2001 között az Írószövetség elnökségi tagja, 1992–95 között elnöke volt.

## Munkássága
Első mestere Szabó Lőrinc volt. Írói alapelve, hogy a 20. században is a modern és az ősi egységet kell felmutatni. Lírájára az avantgárd látásmód, a szürreális képalkotás, a gondolatritmus jellemzők. A harmonikus világkép hiánya határozta meg a Kiszakadva (1972) című kötet verseit. A Naptáncban (1975) a filozofikus epikus költeménnyel kísérletezett. A Veres Péter-énekekben (1981) a siratókra emlékeztető hang szólal meg. A többszemélyes én (1982) írásakor arra döbbent rá, hogy az emberről leváló szerepek önálló életet élnek.

## Magánélete
1970-ben házasságot kötött Rátkay Ildikóval, gyermekük Tornai Szabolcs (1971). Lánya, Tornai Veronika (1952) korábbi házasságából született.

## Művei

### Verseskötetek
- Paradicsommadár. Versek. 1949–1958; Magvető, Bp., 1959
- Az égig érő föld (Budapest, 1962)
- Jársz és kiáltasz. Versek; Magvető, Bp., 1964
- Aranykapu (Budapest, 1967)
- Időtlen idő (Budapest, 1969)
- A bálványok neve (Budapest, 1970)
- Kiszakadva (Budapest, 1972)
- Naptánc (Budapest, 1975)
- 17 ábrándozás (Budapest, 1976)
- Fejem alatt telihold (Budapest, 1979)
- Veres Péter-énekek (Budapest, 1981)
- Semmiből semmibe (Békéscsaba, 1981)
- A többszemélyes én (Budapest, 1982)
- Ajándékozások. Válogatott szerelmes versek és rajzok; rajz Orosz János; Magvető, Bp., 1982
- Ádám és Éva oltára (Budapest, 1987)
- Mezítláb, énekelve. Válogatott és új versek; Magvető, Bp., 1988
- Megcsókolom a szomjas folyót (Budapest, 1988)
- A szerelem szürrealizmusa (Budapest, 1991)
- Pünkösdi lobbanás (Budapest, 1993)
- A sikoltozó rózsa (Budapest, 1995)
- Minden, ami virágzik (Budapest, 1998)
- Holdfogyatkozás. Rekviem L. E. halálára; Ister, Bp., 1999
- Miért sírnak a metaforák? Versek és versmagyarázatok; Ister, Bp., 2001
- Drága nyelvem, zöld lebegés őrülete (Budapest, 2002)
- Csillaganyám, csillagapám. Összes versek, 1-4.; Gondolat, Bp., 2004–2011
- A semmi ellen (Budapest, 2012)
- Éjfél; Kráter, Pomáz, 2013
- Hirdetve törvényt; Gondolat, Bp., 2014
- Vízesések robaja; Gondolat, Bp., 2015
- Világtojásban. Versek; Gondolat, Bp., 2016
- Ó, kettős ember. Versek; Gondolat, Bp., 2017
- A virágos föld titkai. Válogatott versek; vál., szerk., utószó Jánosi Zoltán; Hitel Könyvműhely–Nemzeti Kultúráért és Irodalomért Alapítvány, Bp., 2017
- Sár lesz a gyémánt; Gondolat, Bp., 2018
- Magyarul virágzó fa. Versek; Gondolat, Bp., 2019

### Próza
- Nap jár a homoktetőkön (novellák, Budapest, 1980)
- A Lemenő Nap Dombja (próza, Budapest, 1982, 1998)
- Az ihlet sötét és világos foltjai. Válogatott tanulmányok; Gondolat, Bp., 1982
- Vadmeggy. Szerelem és házasság; Szépirodalmi, Bp., 1984
- A páva szépsége. Egy gyulai festő följegyzései; Szépirodalmi, Bp., 1988
- A menekülő (regény, Budapest, 1993)
- Mágia és metafizika. Esszék, tanulmányok; Kráter Műhely Egyesület, Bp., 1995 (Teleszkóp)
- Tóth László: Szó és csend. Tizenegy beszélgetés. Csiki László, Fodor András, Géczi János, Kukorelly Endre, Petőcz András, Somlyó György, Tornai József, Tőzsér Árpád, Vasadi Péter, Vörös István, Zalán Tibor; JAMK–Új Forrás, Tatabánya, 1996 (Új Forrás könyvek)
- A kiűzetés modern formái (esszék, Budapest, 1998)
- Leszálltam anyám öléből. Esszé és önéletrajz; Ister, Bp., 2000 (Ister kortárs írók)
- Az emberiség görbe fája (Budapest, 2002)
- Villámsújtotta kor. XX. századi próza és vers. Kisesszék; Gondolat, Bp., 2005
- Léda megerőszakolása. Esszék; Felsőmagyarország, Miskolc, 2006
- Kirké és Odüsszeusz mítosza (Budapest, 2006)
- A szabadgondolkodó (Budapest, 2009)
- Európa már kevés. Interjú, versek, fotók; riporter Jánosi Zoltán; Magyar Napló, Bp., 2011
- Az esztétikai nihilizmus. Esszék; Gondolat, Bp., 2013
- A tévhit; Anonymus, Bp., 2013

### Műfordítások
- Nâzım Hikmet: Nehéz a távollét (Budapest, 1963)
- Boldog látomások. A világ törzsi költészete (Budapest, 1977)
- Vicente Aleixandre: Testedből számkivetve (Budapest, 1979)
- D. H. Lawrence: Az érintés föltámadása (Budapest, 1988)
- Charles Baudelaire: A Rossz virágai (Budapest, 1991, 2007)
- Himnuszok az éjszakához. Válogatott műfordítások (Budapest, 1994)
- A második eljövetel. Műfordítások a világ költészetéből; Gondolat, Bp., 2010

## Díjak, elismerések
- József Attila-díj (1975)
- Alföld-díj (1983)
- A Magyar Köztársasági Érdemrend kiskeresztje (1997)
- Arany János-díj (1998)
- Magyar Köztársaság Babérkoszorúja díj (2001)
- Kortárs-díj (2001)
- Tiszatáj-díj (2006)
- MAOE nagydíj (2007)
- A Magyar Érdemrend tisztikeresztje (2012)
- Balassi Bálint-emlékkard (2012)
- Kossuth-díj (2013)
- A Nemzet Művésze (2014)
- A Magyar Művészeti Akadémia díja (2015)